# TV Vlaanderen
TV VLAANDEREN is een aanbieder van digitale satelliettelevisie in België. Het is de Vlaamse tegenhanger van de Franstalig Belgische aanbieder TéléSAT en de Nederlandse aanbieder CanalDigitaal. Het is via het in Luxemburg gevestigde M7 Group (Canal+ Luxembourg s.a.r.l. sinds september 2019 in handen van Canal+/Vivendi.

## Geschiedenis
TV Vlaanderen biedt digitale televisie aan voor de Belgische markt. Oorspronkelijk was dat alleen via de satelliet (DVB-S2). Er wordt uitgezonden via satellietpositie Astra 19,2°O, en een deel van het aanbod via de tweede satellietpositie, Astra 23,5°O. Hiervoor is een speciale Duo LNB ontwikkeld.
De officiële startdatum is 06-06-06 maar al eind december 2005 waren de eerste uitzendingen een feit. De oorspronkelijke Nederlandse investeerders hadden Kurt Pauwels aangetrokken als algemene directeur. Onder zijn leiding werden akkoorden gesloten voor de distributie van eerst de VRT zenders en vanaf de officiële lancering ook van de Medialaan en SBS zenders. 
Eind 2017 kwam daar Antenne TV bij, waarbij een beperkt aantal Vlaamse, Nederlandse en Franstalige zenders ook digitaal te bekijken zijn via DVB-T2. Hiervoor is naast een decoder ook een speciale antenne nodig. Op 1 september 2024 werd Antenne TV beëindigd.
Vanaf 10 juni 2020 biedt TV Vlaanderen ook APP TV aan, een streamingdienst om programma's te bekijken op smartphone, tablet of smart-tv.  Daarvoor is uitsluitend een stabiele internetverbinding vereist. 
De abonnees van TV Vlaanderen zijn voornamelijk mensen die in een gebied in Vlaanderen wonen waar geen kabelaansluiting aanwezig is, of Vlamingen in Wallonië en het buitenland. Ontvangst buiten België is overigens om auteursrechtelijke redenen niet legaal, maar wel mogelijk. Vele geëmigreerden maken immers gebruik van een abonnement dat officieel 'op een Belgisch adres' ingeschreven staat. Er is verder een groeiende groep Vlamingen die satellietontvangst prefereren boven ontvangst via de kabel.

## Smartcard
In tegenstelling tot bijvoorbeeld veel Duitse zenders zijn de Vlaamse publieke en commerciële zenders niet vrij te ontvangen via de satelliet. Voor de ontvangst hiervan is een door TV Vlaanderen geleverde smartcard noodzakelijk om het met Seca Mediaguard 3 versleutelde signaal weer te kunnen geven.
Met de satellietontvanger kunnen overigens alle via een satelliet uitgezonden stations worden bekeken, mits deze free-to-air zijn, dat wil zeggen: ongecodeerd. Daaronder zitten veel Duitse en Britse zenders.

## Vrije hardwarekeuze
TV Vlaanderen is het enige digitaletelevisieplatform in Vlaanderen dat vrije hardwarekeuze toelaat. 
Dit houdt in dat de gebruiker eender welke decoder kan gebruiken die compatibel is met de Seca Mediaguard 3-encryptie. Zo kan een decoder gebruikt worden die volledig aan de kijker zijn wensen voldoet. Het is daarnaast mogelijk een tv te kopen met een ingebouwde digitale tuner, zodat een extra decoder overbodig is.

## Zenderaanbod
Via TV Vlaanderen worden naast de bekende Vlaamse zenders VRT 1, VRT Canvas, VTM, VTM 2, VTM 3, VTM 4, VTM Gold en Play 4, Play 5 en Play 6 ook tal van themazenders zoals History Channel en National Geographic Channel doorgegeven. De zenders zijn gebundeld in pakketten, het is niet mogelijk om per zender te abonneren.